# مینه سرگردان
«مینه سرگردان» (انگلیسی: Mina Walking) یک فیلم درام است به کارگردانی یوسف بره‌کی که در سال ۲۰۱۵ منتشر شد.
مینه سرگردان، اولین فیلم بلند، این فیلمساز افغان مقیم کانادا می‌باشد و محصول مشترک افغانستان و کانادا است که در جشنواره بین‌المللی فیلم برلین سال ۲۰۱۵ به نمایش درآمد.
بازیگر اصلی فیلم فرزانه نوابی و سایر عوامل فیلم از داخل افغانستان انتخاب شده‌اند و تهیه کنندگان فیلم آصف بره‌کی و آندرو کوروگی می‌باشند.

## افتخارات
شصت و پنجمین جشنواره بین‌المللی فیلم برلین
- نامزد "Crystal Bear"
- نامزد جایزه "Best First Feature"
- نامزد جایزه "Amnesty Film"